# الإسلام في الهند
الإسلام هو ثاني أكبر ديانة في الهند، إذ يشكل المسلمون نسبة 14.2% من سكان البلاد، أي حوالي 172.2 مليون شخص وفقًا لتعداد عام 2011. كما تحتل الهند المرتبة الثالثة عالميًا من حيث عدد المسلمين. غالبية مسلمي الهند هم من السنة، بينما يشكل الشيعة حوالي 15% من السكان المسلمين.
انتشر الإسلام في المجتمعات الهندية عبر طرق التجارة الساحلية العربية في ولاية غوجارات وساحل مالابار بعد فترة قصيرة من ظهور الدين في شبه الجزيرة العربية. وصل الإسلام إلى داخل شبه القارة الهندية في القرن السابع عندما غزا العرب وفتحوا السند، ثم انتقل إلى البنجاب وشمال الهند في القرن الثاني عشر عبر فتوحات الغزنويين والغوريين، ليصبح جزءًا من التراث الديني والثقافي للهند.
من بين أولى المساجد في الهند، مسجد بارواد في غوغا بولاية غوجارات (بُني قبل 623 م)، ومسجد شيرمان جمعة (629 م) في ميثالا بولاية كيرالا، ومسجد بالايا جمعة (628-630 م) في كيلاكاراي بولاية تاميل نادو، التي بنيت على يد التجار العرب البحارة.
وفقًا لأسطورة شيرمان بيرومالس، بني أول مسجد في الهند عام 624 م في كودونغالور بولاية كيرالا الحالية بتفويض من الحاكم الأخير لسلالة شيرا تاج الدين شيرمان بيرومال، الذي اعتنق الإسلام في زمن النبي محمد صلى الله عليه وسلم (حوالي 570-632 م). وبالمثل، يدعي مسلمو تاميل نادو في السواحل الشرقية أنهم اعتنقوا الإسلام في حياة سيدنا رسول الله محمد صلى الله عليه وسلم . تعود المساجد المحلية إلى أوائل القرن الثامن الميلادي.

## السكان
تُعد الهند ثالث أكبر بلد في عدد المسلمين في العالم وأكبر أقلية إسلامية في العالم. تأتي الهند في المركز الثالث بعد إندونيسيا وباكستان من حيث عدد السكان المسلمين. يوجد في الهند 10.9% من مسلمي العالم ما يُقارب 195 مليون مسلم (حسب تعداد 2020).
عدد السكان المسلمين (أعلى 5 دول) حتى عام 2020.
| البلد     | عدد المسلمين           | النسبة المئوية من مسلمي العالم |
| --------- | ---------------------- | ------------------------------ |
| إندونيسيا | 229,000,000            | 12.70%                         |
| باكستان   | 200,400,000            | 11.10%                         |
| الهند     | 195,000,000            | 10.90%                         |
| بنغلاديش  | 153,700,000            | 9.20%                          |
| مصر       | 87,500,000             | 4.90%                          |
| العالم    | 1,9 مليار مسلم تقريبًا. | 100%                           |

يشكل المسلمون غالبية السكان المحليين في لكشديب وجامو وكشمير. أكبر تجمع إسلامي (حوالي 47% من جميع المسلمين في الهند) يعيشون في الولايات الثلاث: ولاية أتر برديش، ولاية البنغال الغربية، ولاية بهار. توجد مجتمعات كبيرة من المسلمين في ولايات آسام وكيرالا وماهاراشترا وجهارخاند وكارناتاكا وتيلانجانا.

## السكان المسلمون حسب الولاية
اعتبارًا من 2015 يشكل المسلمون أغلبية السكان في ولاية هندية وحيدة هي ولاية جامو وكشمير وفي جزر لكشديب. ويُشكّل المسلمون نسبة 20% من عدد السكان الكُلّي في 110 مقاطعات هندية.

المسلمون كنسبة مئوية من مجموع السكان في الولايات المختلفة للهند (تعداد 2011).

السكان المسلمون حسب الولاية: تعداد عام 2011
| الولاية                | السكان        | المسلمون    | % نسبة المسلمين |
| ---------------------- | ------------- | ----------- | --------------- |
| الهند                  | 1,210,854,977 | 172,245,158 | 14.2%           |
| جزر أندمان ونيكوبار    | 379,944       | 31,915      | 8.4%            |
| أندرا برديش، تيلانغانا | 84,580,777    | 8,128,661   | 9.6%            |
| أروناجل برديش          | 1,382,611     | 27,652      | 2.0%            |
| آسام                   | 31,169,272    | 10,659,891  | 34.2%           |
| بهار (الهند)           | 103,804,637   | 17,542,984  | 16.9%           |
| شانديغار               | 1,054,686     | 50,625      | 4.8%            |
| تشاتيسغار              | 25,540,196    | 510,804     | 2.0%            |
| دادرا وناجار هافلي     | 342,853       | 13,028      | 3.8%            |
| دمن وديو               | 242,911       | 18,947      | 7.8%            |
| دلهي                   | 16,753,235    | 2,161,167   | 12.9%           |
| غوا                    | 1,457,723     | 122,449     | 8.4%            |
| كجرات                  | 60,383,628    | 5,857,212   | 9.7%            |
| هاريانا                | 25,353,081    | 1,774,716   | 7.0%            |
| هيماجل برديش           | 6,856,509     | 150,843     | 2.2%            |
| جامو وكشمير            | 12,548,926    | 8,570,916   | 68.3%           |
| جهارخاند               | 32,966,238    | 4,780,104   | 14.5%           |
| كارناتاكا              | 61,130,704    | 7,885,861   | 12.9%           |
| كيرلا                  | 33,387,677    | 8,881,122   | 26.6%           |
| لكشديب                 | 64,429        | 61,981      | 96.2%           |
| ماديا براديش           | 72,597,565    | 4,791,439   | 6.6%            |
| ماهاراشترا             | 112,372,972   | 12,922,892  | 11.5%           |
| مانيبور*               | 2,721,756     | 228,627     | 8.4%            |
| ميغالايا               | 2,964,007     | 130,416     | 4.4%            |
| ميزورام                | 1,091,014     | 15,274      | 1.4%            |
| ناجالاند               | 1,980,602     | 49,515      | 2.5%            |
| أوديشا                 | 41,947,358    | 922,842     | 2.2%            |
| Pondicherry            | 1,244,464     | 75,912      | 6.1%            |
| بنجاب (الهند)          | 27,704,236    | 526,380     | 1.9%            |
| راجستان                | 68,621,012    | 6,244,512   | 9.1%            |
| سيكيم                  | 607,688       | 9,723       | 1.6%            |
| تاميل نادو             | 72,138,958    | 4,256,199   | 5.9%            |
| ترايبورا               | 3,671,032     | 315,709     | 8.6%            |
| أتر برديش              | 199,581,477   | 38,519,225  | 19.3%           |
| أوتاراخند              | 10,116,752    | 1,406,229   | 13.9%           |
| بنغال الغربية          | 91,347,736    | 24,663,889  | 27.0%           |

### معدل النمو السكاني
يتمتع المسلمون في الهند بمعدل خصوبة إجمالية أعلى بكثير من المعدل العام للخصوبة مقارنة بالمجتمعات الدينية الأخرى في البلاد. وبسبب ارتفاع معدلات المواليد ارتفعت نسبة المسلمين في الهند من حوالي 10% في عام 1951 إلى 14.23% بحلول عام 2013. وكان معدل نمو السكان المسلمين من 1991 إلى عام 2001 أعلى بنسبة 10% من إجمالي النمو بالمقارنة مع الهندوس. ومع ذلك، منذ عام 1991، حدث أكبر انخفاض في معدلات الخصوبة من بين جميع الجماعات الدينية في الهند بين المسلمين. ويعزى معدل النمو السكاني أيضاً إلى حقيقة أن غالبية السكان المسلمين تتركز في الولايات المتأخرة في الإصلاحات والخدمات الاجتماعية والتي أظهرت معدلات ولادة أعلى من الولايات الأخرى. ومع ذلك، فإن تقرير لجنة ساخر يظهر أن النمو السكاني للمسلمين قد تباطأ وسوف يكون على قدم المساواة مع المعدلات الوطنية. وقدر تقرير لجنة ساخر أن نسبة المسلمين سوف تستقر بين 17% إلى 21% من سكان الهند بحلول عام 2100.
وقد وضع علماء الديموغرافيا عدة عوامل وراء ارتفاع معدلات الولادة بين المسلمين في الهند. وفقاً لعلماء الاجتماع روجر وباتريشيا جيفري، فإن الظروف الاجتماعية والاقتصادية بدلاً من الحتمية الدينية هي السبب الرئيسي لارتفاع معدلات الولادات بين المسلمين. فالمسلمون الهنود هم أكثر فقراً وأقل تعليماً بالمقارنة مع نظرائهم الهندوس. وقد لاحظ عالم الاجتماع الهندي، ب. ك. براساد إنه بما أن نسبة السكان المسلمين في الهند أكثر حضرياً بالمقارنة مع نظرائهم الهندوس، فإن معدلات وفيات الرضع بين المسلمين تقل بنسبة 12% عن تلك بين الهندوس.
ومع ذلك، يشير علماء اجتماع آخرون إلى أن العوامل الدينية يمكن أن تفسر معدلات الولادات عند المسلمين. تشير استطلاعات الرأي إلى أن المسلمين في الهند كانوا أقل رغبة في تبني إجراءات تنظيم الأسرة وأن النساء المسلمات لديهن فترة خصوبة أكبر بسبب الزواج في سن أصغر بالمقارنة مع النساء الهندوسيات. من ناحية أخرى، من الموثق أيضًا أن المسلمين يميلون إلى تبني إجراءات تنظيم الأسرة. وفي دراسة أجرتها ك.س زكريا في ولاية كيرالا في عام 1983 كشفت أن متوسط عدد الأطفال المولودين للمرأة المسلمة هو 4.1 في حين أن متوسط عدد الأطفال المولودين للمرأة الهندوسية هو 2.9 طفل فقط. وتم ذكر العادات الدينية وممارسات الزواج كأحد الأسباب وراء ارتفاع معدل المواليد المسلمين. وفقاً لبول كورتز، فإن المسلمين في الهند أكثر مقاومة لموانع الحمل الحديثة بالمقارنة مع الهندوس، ونتيجة لذلك، فإن انخفاض معدل الخصوبة بين النساء الهندوسيات أعلى بكثير بالمقارنة مع النساء المسلمات. وأوضحت الدراسة الاستقصائية الوطنية للأسرة والصحة التي أجريت في الفترة 1998-1999 أن الأزواج المسلمين في الهند يعتبرون أن عدد الأطفال الذين يعتبرون مثاليين للعائلة أكبر مقارنة بالأزواج الهندوس في الهند. كما أشار المسح نفسه إلى أن نسبة الأزواج الذين يستخدمون تدابير تنظيم الأسرة بشكل نشط كانت أكثر من 49% بين الهندوس مقابل 37% بين المسلمين.

### التعداد السكاني
نمو السكان المسلمين في التعدادات
| العام  | مجموع السكان  | المسلمون    | النسبة المئوية للمسلمين |
| ------ | ------------- | ----------- | ----------------------- |
| 1951   | 361,088,090   | 35,856,047  | 9.93%                   |
| 1961   | 439,234,771   | 46,998,120  | 10.70%                  |
| 1971   | 548,159,652   | 61,448,696  | 11.21%                  |
| 1981*  | 683,329,097   | 77,557,852  | 11.35%                  |
| 1991** | 846,427,039   | 102,586,957 | 12.12%                  |
| 2001   | 1,028,737,436 | 138,159,437 | 13.43%                  |
| 2011   | 1,210,726,932 | 172,245,158 | 14.23%                  |

1981: * أجزاء من ولاية آسام لم تدرج في بيانات التعداد بسبب أعمال العنف في بعض المناطق.
1991: ** جامو وكشمير لم تدرج في بيانات التعداد بسبب نشاط عسكري في الولاية.

## تاريخ

### الحكم الإسلامي في الهند

مصلون في المسجد البابري بعد هدمه

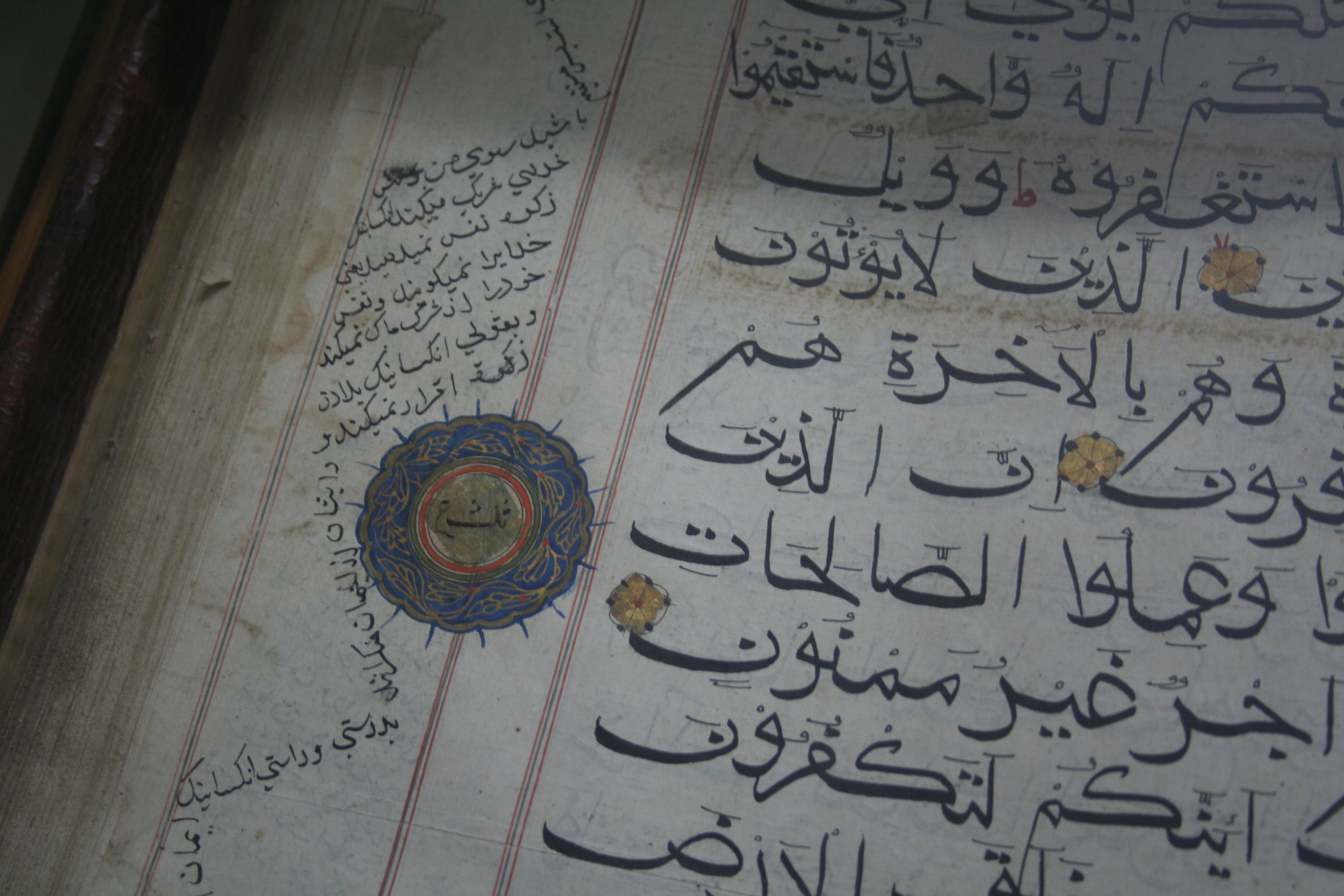
مصحف في حيدر آباد وتعليق في الهامش بالأردوية

استقر الحكم الإسلامي في الهند ورسخت أقدامه وقامت له دولة منذ أن بدأ السلطان التركي المجاهد محمود الغزنوي فتوحاته العظيمة في الهند سنة (392 هـ = 1001 م)، وامتد لأكثر من ثمانية قرون، تعاقبت في أثنائها الدول والأسر الحاكمة، ونعم الناس بالأمن والسلام، والعدل والمساواة، وازدهرت الحضارة على النحو الذي لا تزال آثارها الباقية في الهند تخطف الأبصار وتبهر العقول والألباب.[بحاجة لمصدر]

### ولاية السلطان بهادر شاه
في ظل هذه الأجواء المتردية تولى «بهادر شاه الثاني» الحكم في الهند سنة (1254 هـ = 1838 م)، خلفًا لأبيه السطلان «محمد أكبر شاه الثاني»، وكان الإنجليز في عهده قد أحكموا سيطرتهم على البلاد، وفرضوا نفوذهم على سلاطين الهند، الذين كانوا يتقاضون رواتب مالية منهم، وغدوا كأنهم موظفون لديهم، وبلغ من تعنتهم ومدى نفوذهم أنهم كانوا يتحكمون فيمن يدخل «دلهي» ومن يخرج منها.[بحاجة لمصدر]
ولم يكن عهد «بهادر شاه الثاني» أحسن حالاً من عهد أبيه، فسياسة الإنجليز لا تزال قائمة على جعل أعمال الحكومة في أيديهم، في حين يبقى الحكم باسم السلطان المسلم، ويذكر اسمه في المساجد، وتضرب النقود باسمه، وكان هذا منهم عملاً خبيثًا يفرقون به بين الحكم وبين الملك، الذي عد رمزًا للحكم الإسلامي، ويحكمون هم باسمه باعتبارهم نائبين عنه، وقد فطن العلماء المسلمون في الهند لهذا العمل المخادع فعارضوا هذه السياسة وقاموا في وجهها، وقالوا: «لا يتصور أن يكون هناك ملك إسلامي بدون حكم إلا إذا تصورنا الشمس بدون ضوء»، وأعلنوا حين صار هذا الوضع سائدًا في الهند أنها أصبحت دار حرب، وعلى المسلمين أن يهبوا للجهاد ضد الإنجليز حتى يردوا الحكم إلى أهله.[بحاجة لمصدر]
وحتى هذا الوضع الشائن للحكام المسلمين لم يستمر طويلاً فقد أعلن الإنجليز أنهم في طريقهم للقضاء عليه، فوَّجهوا إنذارًا إلى «بهادر شاه الثاني» الذي كان أسير القلعة الحمراء التي يسكنها في «دلهي» بلا نفوذ أو سلطان – أنه آخر ملك يسكن القلعة، وأنها ستصبح ثكنة عسكرية، وأن المخصصات التي يأخذها منهم ستنقطع بعد وفاته، وكان هذا يعني القضاء على دولة المغول في الهند، وكان لهذا الخبر وقع الصاعقة على الشعب المسلم في الهند.[بحاجة لمصدر]

### اشتعال الثورة في الهند

#### مقدمات الثورة
هناك إجماع على أن الجنود المسلمين والهندوس في الجيش البريطاني المعسكر في ثكناته في «ميرت» التي تقع شمال دلهي بنحو 90 كيلو مترًا – هم الذين بدئوا الثورة وأزكوا نارها، وكان تعنت الضباط الإنجليز واستهتارهم بعقائد الجنود وراء ثورتهم وغضبتهم، بعد أن أرغموهم على قطع الدهن المتجمد الذي يُستخدم في تشحيم البنادق بأسنانهم، وكان هذا الشحم مركبًا من دهون الخنازير والبقر، فتذمر الجنود من ذلك باعتبار أن البقر محرم أكله على الهندوس تحريم الخنزير عند المسلمين، غير أن هذا التذمر زاد الضباط الإنجليز تماديًا وغرورًا فعاقبوا المتذمرين، ولم يلبث أن هب زملاؤهم بثورة عارمة في المعسكر، غضبًا لعزتهم وكرامتهم في (26 من رمضان 1274 هـ = 11 من مايو 1858 م)، وانقضّوا على ضباطهم الإنجليز وقتلوهم، وانطلقوا إلى «دلهي» معلنين الثورة، وسرعان ما انتشر لهيبها حتى عم دلهي وما حولها. بهادر شاه قائد الثورة دعا علماء المسلمين إلى اجتماع في المسجد الجامع بدلهي، وأعلنوا فتوى بإعلان الجهاد وقَّعها كثير من العلماء البارزين، وكان لها أثر عظيم في تأييد الثورة واجتماع الناس للبذل والجهاد، واتحد الثائرون من المسلمين والهندوس، واختاروا بهادر شاه قائدًا عامًا للثورة، وفي ذلك إشارة إلى رضى الجميع عن الحكم الوطني المغولي.[بحاجة لمصدر]
قامت الثورة في دلهي دون تخطيط دقيق مسبق، وافتقدت إلى القيادة الواعية التي تستطيع أن تتحكم في حركة الثورة، ولم يكن بهادر شاه يصلح لهذا الدور لكبر سنه، واستطاع الإنجليز أن يعيدوا تنظيم أنفسهم، وتجميع قوات هندية من الأمراء الموالين في بعض مناطق الهند، وانضم إليهم «السيخ» وكانوا يكنون عداء شديدًا للمسلمين، الأمر الذي ساعدهم على مقاومة الثورة والقضاء عليها في دلهي والمناطق الأخرى التي اشتعلت بها في (28 من المحرم 1274 هـ = 19 من سبتمبر 1857 م).[بحاجة لمصدر]

## الهيئات والمؤسسات الإسلامية
يوجد في الهند العديد من الهيئات والمؤسسات الإسلامية، بلغ عددها حوالي 400 هيئة ومؤسسة وجمعية ولقد تسبب هذا في إثارة الكثير من المشكلات مما أدى إلى تفتيت وحدة المسلمين بالهند، ولقد حرم هذا المسلمين من مظلة تحميهم وتحافظ على هويتهم الإسلامية. وهناك محاولات للوصول والقضايا الاجتماعية والاقتصادية البنغالية أو اللغات الأخرى.

## دور المسلمين في حركة استقلال الهند
تم توثيق مساهمة الثوار والشعراء والكتاب المسلمين في تاريخ نضال الهند من أجل الاستقلال. أثار تيتومير ثورة ضد الراج البريطاني. أبو الكلام آزاد وحكيم أجمل خان ورافي أحمد كيدواي هم مسلمون آخرون شاركوا في هذا المسعى. أشفق الله خان شارك في نهب الخزانة البريطانية في (لكناو). خان عبد الغفار خان (المعروف باسم «فرونتير غاندي») كان قوميًا بارزًا قضى 45 عامًا من عمره البالغ 95 عامًا في السجن. كان بركات الله من بوبال أحد مؤسسي حزب غدار الذي أنشأ شبكة من المنظمات المناهضة لبريطانيا. عمل سيد رحمت شاه من حزب غدار ثوريًا سريًا في فرنسا وشُنق بسبب دوره في تمرد غدار الفاشل في عام 1915؛ علي أحمد صديقي من فايز أباد خطط للتمرد الهندي في مالايا وبورما، جنبًا إلى جنب مع سيد مجتبى حسين من جونبور، وشُنق في عام 1917؛ شارك فاكوم عبد القدير من كيرالا في نضال "اتركوا الهند" عام 1942 وشُنق. زود عمر سبحاني، الصناعي والمليونير من بومباي، المهاتما غاندي بنفقات الكونغرس وتوفي في النهاية من أجل قضية الاستقلال. من بين النساء المسلمات، ساهم حضرة محل وأصغري بيجوم وبيما في الكفاح من أجل الاستقلال عن البريطانيين.

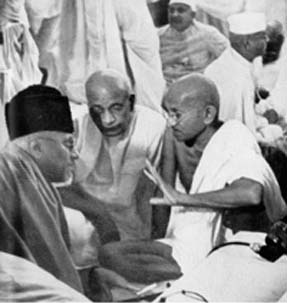
كان مولانا آزاد زعيمًا بارزًا لحركة الاستقلال الهندية ومدافعًا قويًا عن الوحدة الهندوسية الإسلامية. يظهر هنا آزاد (على اليسار) مع سردار باتيل والمهاتما غاندي في عام 1940.

المسلمون المشهورون الآخرون الذين قاتلوا من أجل الاستقلال ضد الحكم البريطاني هم أبو الكلام آزاد، محمود الحسن من دار العلوم ديوبند، الذي شارك في حركة رسالة الحرير الشهيرة للإطاحة بالبريطانيين من خلال الكفاح المسلح، حسين أحمد مدني، شيخ الحديث السابق في دار العلوم ديوبند، عبيد الله سندي، حكيم أجمل خان، حسرت موهاني، سيد محمود، أحمد الله شاه، البروفيسور مولوي بركات الله، ذاكر حسين، سيف الدين كيتشلو، فاكوم عبد القادر، منظور عبد الوهاب، بهادر شاه ظفر، حكيم خان نصرت عبد الغفار.، عبد الصمد خان أجك زي العقيد شاه نواز، مختار أحمد الأنصاري، رافي أحمد كيدواي، فخر الدين علي أحمد، أنصار هارواني، تاك شيرواني، نواب فقار الملك، نواب محسن الملك، مصطفى حسين، ريال الرحيم، بادرودين تيابجي، عابد حسن ومولفي عبد الحميد وغيرهم.
حتى عام 1920، كان محمد علي جناح، مؤسس باكستان فيما بعد عضوًا في المؤتمر الوطني الهندي وكان جزءًا من النضال من أجل الاستقلال. كان محمد إقبال، الشاعر والفيلسوف، نصيرًا قويًا للوحدة الهندوسية الإسلامية والهند غير المقسمة، ربما حتى عام 1930. كان حسين شهيد السهروردي نشطًا أيضًا في المؤتمر الوطني الهندي في البنغال، خلال حياته السياسية المبكرة. كافح محمد علي جوهر وشوكت علي من أجل تحرير المسلمين في السياق الهندي العام، وكافحوا من أجل الاستقلال إلى جانب المهاتما غاندي وعبد الباري من فرنجي محل. حتى الثلاثينيات من القرن الماضي، كان مسلمو الهند يديرون سياساتهم على نطاق واسع جنبًا إلى جنب مع أبناء وطنهم، في السياق العام للهند غير المقسمة.

## الحالة الاجتماعية للمسلمين في الهند
بعد تقسيم شبه القارة الهندية عام 1947 هاجر عدد كبير من المثقفين المسلمين وموظفي الحكومة والأطباء ورجال القانون إلى الباكستان. وقد أدى ذلك إلى حدوث تغيير في البنية الاجتماعية للمسلمين. وينحدر القسم الأعظم من المسلمين الذين آثروا البقاء في الهند من مناطق ريفية. وعجّل انسحاب الطليعة المسلمة المدينية والمتنفذة اقتصادياً في تردي الأوضاع السياسية للطائفة الإسلامية، إلى جانب تدهورها الاقتصادي. فبعد 1947 كان المسلمون الهنود يعانون من نقص في الموارد الاقتصادية، فانسحبوا منذ ذلك الوقت فصاعداً إلى الخلف عَقبَ إعادة بناء الإدارة الهندية، وذلك بسبب انتمائهم الديني، وكانت تعوزهم القيادة السياسية. وأفضى العوز الاقتصادي وعدم الاندماج الاجتماعي في نهاية الخمسينات إلى صراعات متنامية حول الشؤون البلدية في المناطق ذات الكثافة السكّانية.
وما زالت أغلبية المسلمين الهنود تعيش إلى اليوم على الزراعة. وبما أنّ سوق العمل المتعلق بالوظائف الإدارية العليا في الهند العلمانية يبدو محدوداً أمام المسلمين، فإنّ فئات من الطبقة الوسطى صارت تستغني عن التعليم ودخول المدارس، وتحاول إيجاد موطأ قدم في سوق العمل بالقليل من التعليم، في مجال التجارة على سبيل المثال. وفقاً لعلماء الاجتماع روجر وباتريشيا جيفري المسلمون الهنود هم أكثر فقراً وأقل تعليماً مقارنة بنظرائهم الهندوس. وبحسب تعداد سكان عام 2011 كان لدى المسلمون في الهند ممن تتجاوز أعمارهم سبع سنوات أعلى نسبة من الأميين والتي تقارب 42.7%، وهي أعلى نسبة بين الجماعات الدينية في الهند. وبحسب التعداد فقط 2.76% من المسلمين الهنود يملكون شهادة بكالوريا أو جامعية. وفقاً لمسح حكومي، يتمتع مسلمو الهند بأدنى مستوى معيشة في البلاد على أساس نصيب الفرد. وتشير تقارير يتعرض المسلمين في الهند إلى التمييز حيث يواجهون التحيز عند شراء أو استئجار العقارات. وفقاً لتقرير حكومي صدر في نوفمبر من عام 2006. يشكل المسلمون، ومعظمهم على مذهب أهل السنة والجماعة، 13.4% من سكان الهند، لكنهم يشغلون أقل من 5% من المناصب الحكومية ويشكلون 4% فقط من هيئة الطلاب الجامعيين في جامعات النخبة في الهند. كما وجد التقرير أن المسلمين يقعون خلف مجموعات أخرى فيما يتعلق بالوصول إلى الائتمان، على الرغم من حقيقة أن المسلمين يعملون لحسابهم الخاص بمعدل أعلى بكثير من المجموعة الأخرى.

## الفوارق الدينية ضمن الطائفة الإسلامية
وعلى الرغم من أن الإسلام في الهند ملتزم شكلياً بالنهج الإسلامي المعمول به عالمياً، لكنه يتكيّف، فيا يتعلّق بالشعائر والمعطيات الثقافية قبل كلّ شيء، وفق المكان المعين. ويستعمل المرء مصطلح الموضعية- المحليّة Indigenization لوصف الإسلام الشعبي، إذ تكمل الثقافتان الموضعية والإسلامية بعضها البعض؛ فهما متداخلتان ومتجاورتان. ومن أفضل الأمثلة على ذلك هو تقديس الأولياء المنتشر انتشاراً واسعاً هناك، ويمارسه المسلمون والهندوس على السواء والذي يقف على النقيض من الإسلام الكتابيّ أو الأصولي أيضاً.
وتعتبر المعابد الموضعية أماكن لقاء تخفتي عندها حدود الانتماء الديني. وليس من النادر أن يجد المرء موسيقياً هندوسياً مدفوناً في مقبرة من مقابر الأولياء المسلمين وما إلى ذلك.
وبفعل النزعات الهادفة إلى الفصل بين الأغلبية والأقلية في المناطق المدينية فإنّ هناك إسلاماً أكثر تشدداً مما هو عليه في الريف. وغالباً ما يقوم الإسلام المتشدد هناك بمنح الهوية، ويقدم سنداً اجتماعياً مهماً. وتميل الجماعات المدينية إلى الديانة القائمة على الكتاب (والمسماة بالديانة الكتابية)، والتي يروّج لها ممثلو ما يسمى بالإسلام السياسي، مع أنّ هناك قيماً إسلامية-شعبية ما زالت مترسبة في هذه الديانة الكتابية. ويجد المسلمون الكتابيون قاعدتهم الاجتماعية على الأغلب في الطبقة المتوسطة والطبقة المتوسطة الدنيا، ويمثلون، ليس بالقليل، إسلاماً يهدف إلى تنقية الإسلام من التأثيرات المحلية. وهذه النقاوة الطهرانية تقود إلى القطيعة والعزلة عن المحيط المنظور اليه باعتباره محيطاً ثقافياً مختلفاً، وتتسبب في خلق صراعات ذات دوافع دينية. وإلى جانب هذه التوترات بين الأوساط الاجتماعية المدينية والريفية، هناك أيضاً انقسامات بين التيارات الفكرية السنيّة المختلفة فيما بينها من ناحية وبين السنّة والشيعة من ناحية أخرى؛ وكثيراً ما تنشأ أعمال عنف بينهم.

## نظام الطبقات الهندي
ومن نتائج تكيّف المسلمين ضمن إطار الثقافة الموضعية هو أن البنية الاجتماعية للأقلية المسلمة في الهند باتت مطبوعةً بصورة واضحة بنظام الطبقات الهندي. وعلى العكس من الهندوس فإنّ نظام الطبقات لدى المسلمين لا ينطوي على مشروعية دينية. ويشيع هناك الزواج بين الأقارب، وكذلك الافتخار بالولادة والأصل، بيد أن ذلك لا يستند إلى قاعدة أيديولوجية نقية. فالرخاء والنعيم وغيرهما من العوامل الدنيوية تتمتع هنا بأهمية كبيرة، بغية التمكّن من الموقع الاجتماعي. في بعض أجزاء جنوب آسيا والهند، ينقسم المسلمون على أنهم طبقة الأشرف والأجلاف. ويدعي الأشراف أنهم طبقة متفوقة ومستمدة إلى أصول أجنبية. وهي بدورها مقسمة إلى عدد من الطبقات المهنية.

## الصراع الهندوسي-الإسلامي
تعود المصادمات بين المسلمين والهندوس إلى جذور تاريخية قديمة ارتبطت بدخول الإسلام إلى شبه القارة الهندية. فلقد سيطر المسلمون على معظم أجزاء المنطقة ودخل الهندوس في الإسلام أفواجاً حتى شكّلوا أقلية مسلمة كبيرة ضمت حوالي ثلث سكان شبه القارة الهندية قبيل استقلال المنطقة عن بريطانيا.
ولا شك في أن اعتناق ملايين الهندوس للإسلام أثناء فترة حكم المسلمين لشبه القارة الهندية قد ترك شعوراً بالمرارة وخيبة الأمل لدى كثيرين من الهندوس بسبب التحدي الكبير الذي واجههم من الإسلام. وعلى الرغم من الجهود التبشيرية الكبيرة التي قامت بها الكنيسة الأوروبية مدعومة من الاستعمار البريطاني إلا أنها لم تحقق نجاحاً كبيراً في نشر المسيحية في الهند حيث بقي المسيحيون في الهند أقلية صغيرة جداً مقارنة بالمسلمين. وكذلك الأمر بالنسبة للطائفة السيخية التي انشقت عن الهندوسية وشكّلت ديانة خاصة جمعت بها بين بعض الأسس الهندوسية والتعاليم الجديدة التي أخذت بعضها من الإسلام، فهذه الطائفة ما زالت محدودة جداً في الهند وذلك بالرغم من اعتقاد مؤسسيها بأن أعداداً كبيرة من الهندوس سوف يؤمنون بها عوضاً عن اعتناقهم للإسلام. وينبغي التوضيح بأن الأقلية السيخية وعلى الرغم من قلة أتباعها مقارنة بالهندوسية والإسلام في الهند إلا أن تاريخها مليء بالصراع الدموي مع كلا الطائفتين وخاصة مع الأغلبية الهندوسية. ومن ذلك مثلاً قيام متطرف سيخي باغتيال زعيم الهند الكبير غاندي.
إن صورة الانقسامات الطائفية في الهند تتضمن الكثير من المصادمات الدموية وخاصة بين المسلمين والهندوس بوصفهما أكبر طائفتين دينيتين في الهند. ولقد أدت مسألة نزاع الهند وباكستان حول كشمير إلى زيادة حدة الصدام الإسلامي ـ الهندوسي في شبه القارة الهندية، وتبلور هذا الصدام خلال السنوات العشر الماضية حول مسألتي كشمير وتدمير مسجد بابري الذي يسعى المتطرفون الهندوس إلى إعادة بناء معبد خاص بهم مكانه كان المسلمون قد دمّروه ـ حسب الرواية الهندية ـ عندما كانوا يسيطرون على الهند في السابق وأقاموا مكانه مسجد بابري المعني بالمصادمات الحالية. ومن المتوقع لهذه المصادمات التي يقودها المتطرفون في كلا الطرفين أن تستمر في المستقبل القريب، وقد تؤدي إلى حدوث مجازر بشرية دموية كبيرة، وربما تقود إلى إشعال لهيب حرب واسعة بين الهند وباكستان.
إن هناك ملايين الهندوس والمسلمين الذين يدعون إلى التعايش السلمي بين الطرفين. ولقد شهدنا مؤخراً انفراجاً مهماً في العلاقة بين الهند وباكستان، ولكن يبدو أن المتطرفين يحاولون الآن القيام ببعض أعمال العنف التي تهدف إلى إشعال لهيب مصادمات واسعة بين الطرفين. ولهذا ينبغي الوقوف أمام أي فرصة تدعو إلى العنف والتطرف والإرهاب مهما كان مصدرها.

## أبرز الهنود المسلمين
- كان للهند ثلاث رؤساء مسلمون حتى الآن، د. ذاكر حسين، د. فخر الدين علي أحمد ود. أ.پ.ج. عبد الكلام.

## لجنة سچار
حسب تقرير حكومي نـُشر في 2006، يسمى تقرير سچار، يعاني المسلمون نقص نسبي حاد في تمثيلهم في مختلف مناطق الحكومة والمجتمع. وبين الحقائق الأخرى، اكتشفت اللجنة أنه في ولاية غرب البنغال، حيث يشكل المسلمون 27% من السكان، فإنهم يشغلون أقل من 3% من الوظائف الحكومية.
وقد أثار تقرير سچار ردود فعل شديدة من وسائل الإعلام الهندية، بما فيها اتهامات للجنة الحكومية بالتحيز لصالح المسلمين. وقد أشار التقرير أن المسؤولية عن الحاضر الحالك للمسلمين في الهند تقع بالكامل على عاتق كل من الحركات الهندوسية وحزب المؤتمر. وقد أشار منتقدو التقرير إلى أنه يشجع "الفصل العاطفي (بين المسلمين والهندوس) الأمر الذي لن يمكـِّن المسلمين من المشاركة في المعجزة الهندية". ويـُتهم التقرير بإساءة تفسير البيانات والأرقام، والتحيز و"إساءة تفسير التفاوت بين المسلمين والهندوس". وكذلك انتقد زعماء حزب بهاراتيا جاناتا تقرير سچار، لكونه "مشوه، ذا دوافع سياسية وخطير"، كما أشاروا إلى أن اقتراحات نظام حاص لإعطاء المسgمين حقوقهم special reservation سيؤذي الدولة ككل، وانتقدوا موافقة حكومة التحالف التقدمي المتحد على توصيات التقرير لكونها انتقاد ضمني لجهود حكومات BJP السابقة لمساعدة المجتمعات الإسلامية. زعيم بهاراتيا جاناتا مورلي مانوهار جوشي قال أن نبرة وملمس لجنة سچار لهما تشابه أخاذ مع رابطة المسلمين في عصر ما قبل استقلال الهند. للأسف، فالحكومة تتبع بلا عقلانية سياسة غوغائية عمياء، تهدد بانقسام الأمة."
توظيف المسلمين في قطاعات الحكومة (طبقا لتقرير ساتشار)
| المساحة        | مسلمين % |
| -------------- | -------- |
| الإجمالي       | 4.9      |
| PSUs           | 7.2      |
| IAS, IFS, وIPS | 3.2      |
| السكك الحديدية | 4.5      |
| القضاء         | 7.8      |
| الصحة          | 4.4      |
| المواصلات      | 6.5      |
| الداخلية       | 7.3      |
| التعليم        | 6.5      |

## المؤسسات الإسلامية

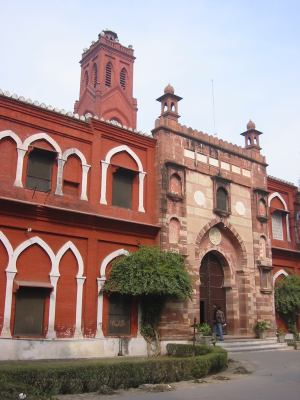
جامعة أليگره المسلمة

هناك العديد من المعاهد الإسلامية المُعترف بها قانونيًا في الهند. وفيما يلي قائمة ببعض تلك المعاهد التي أسسها مسلمون.
- الجامعات والمعاهد المعاصرة: جامعة أليگره المسلمة، وقف تعليم دار السلام (التي تضم كليات مثل كلية الدكن للهندسة، مدرسة الدكن لإدارة المستشفيات، كلية الدكن للعلوم الطبية) الجمعية الملية الإسلامية، جامعة همدارد، مؤسسات البركات التعليمية، جمعية تعليم مولانا أزاد في أورانگ أباد، الحرم الجامعي للدكتور رفيق زكريا في أورانگ أباد، جمعية الأمين التعليمية، كلية الهلال للهندسة وجمعية الكبير التعليمية.
- الجامعات الإسلامية التقليدية: مركز كرالا السني (أكبر مؤسسة إسلامية خيرية، غير حكومية، غير ربحية في الهند)، أكاديمية رضا، الجمعية الأشرفية، أعظم گره، دار العلوم ديوبند، ودار العلوم ندوة العلماء.

الجامعة السلفية في بنارس، جامعة دار السلام في عمر آباد، الجامعة الإسلامية سنابل في نيو دلهي، جامعة الإمام ابن تيمية في بيهار. جامعة أبي هريرة الإسلامية في الله آباد، جمعية التوحيد الخيرية في كشنغنج في بيهار، دار العلوم أحمدية السلفية في بيهار، مركز السلام التعليمي في شراقند في ولاية جاركند ومدرسة شمس الهندي في دلال فور في مديرية صاحب غنج في جاركند جامعة رياض العوم في دلهي، الجامعة الإسلامية فايز عام في ماو (Jamia Islamia Faiz-e-Aam, Mau) الجامعة الأثرية في ماو، مدرسة إصلاح المسلمين في بتنة في بيهار، جمعية أهل الحديث المركزية، جمعية أهل الحديث، دار الدعوة التعليمية الخيرية في دلهي، إمارة أهل الحديث في بيهار... وغيرهم.
جامعة الحرمين الشريفين العربية الإسلامية النموذجية (الأولى والفريدة من نوعها خلال عشرة قرون لمناهجها وطرق تدرسها) حيث يُدرَب الطلبة على إجادة العربية، وتحفيظ القرآن الكريم، وتحفيظ الصحيحين الشريفين، واستيعاب علوم القرآن الكريم في 11 شهرا، وإجادة الإنجليزية بالعربية في 6 أشهر.

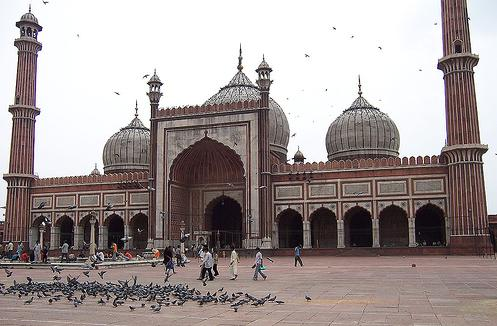
مسجد جهان نوما

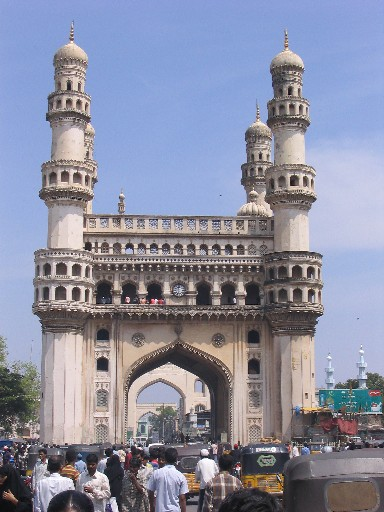
جهار منار

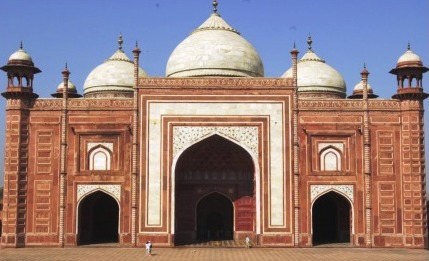
أو مسجد تاج محل

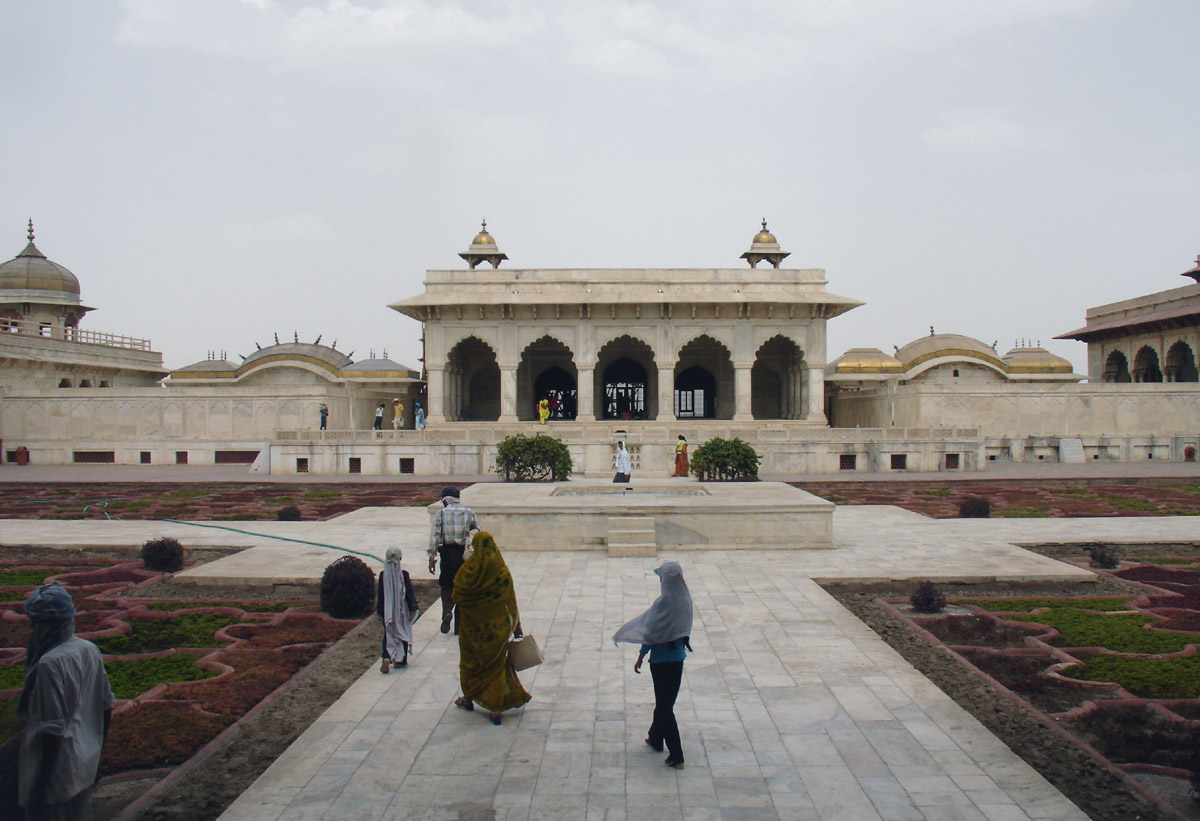
The Khas Mahal.

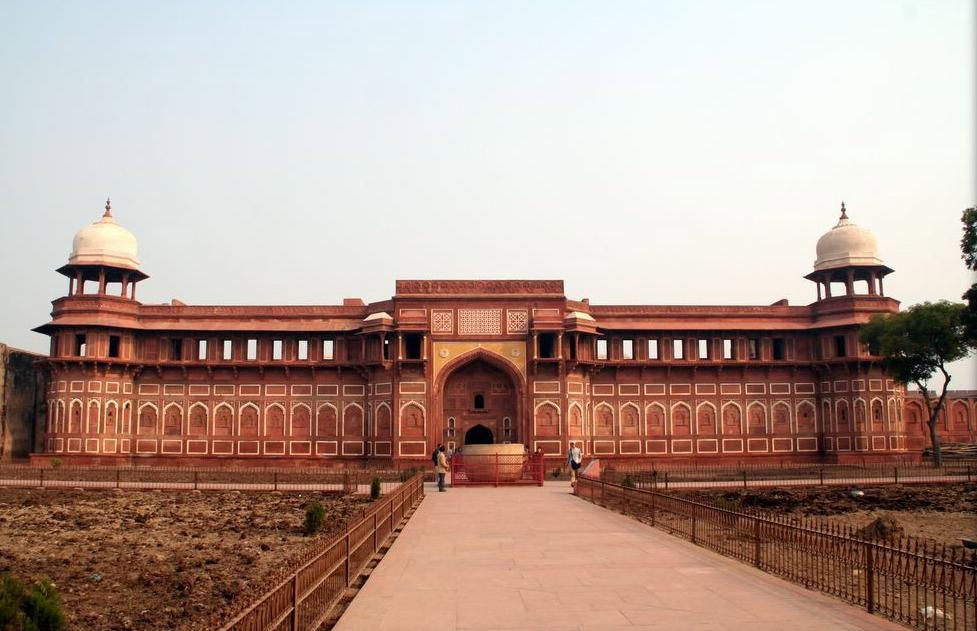
جهانجيري محل.

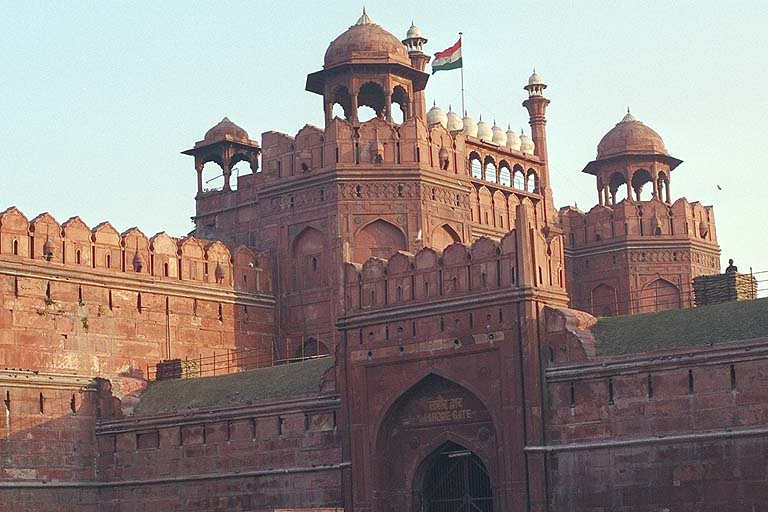
The Delhi Fort, also known as the Red Fort, is one of the popular tourist destinations in Delhi.

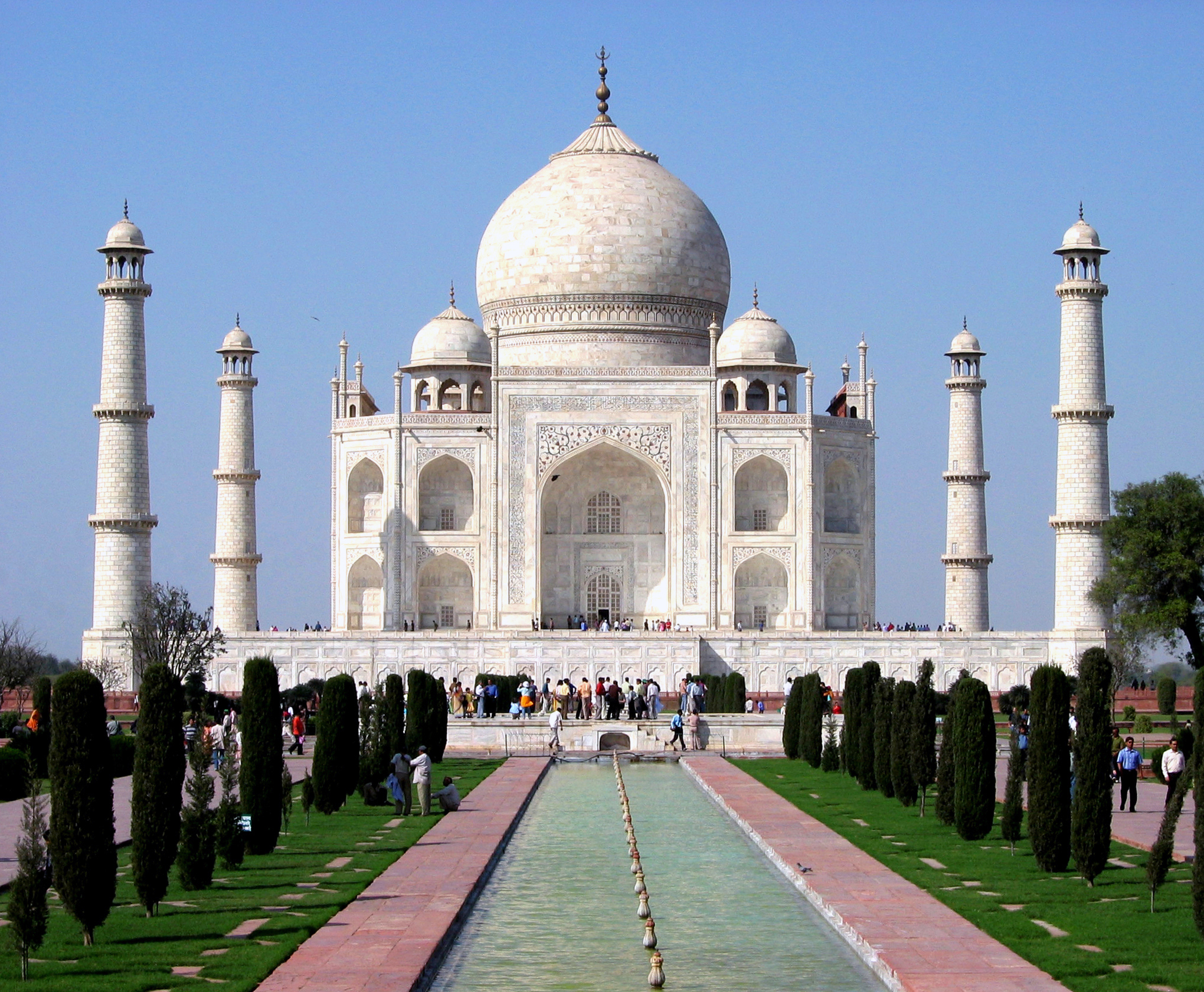
تاج محل

## علاقة المسلمين بالمجتمعات غير المسلمة

### قبل 1947

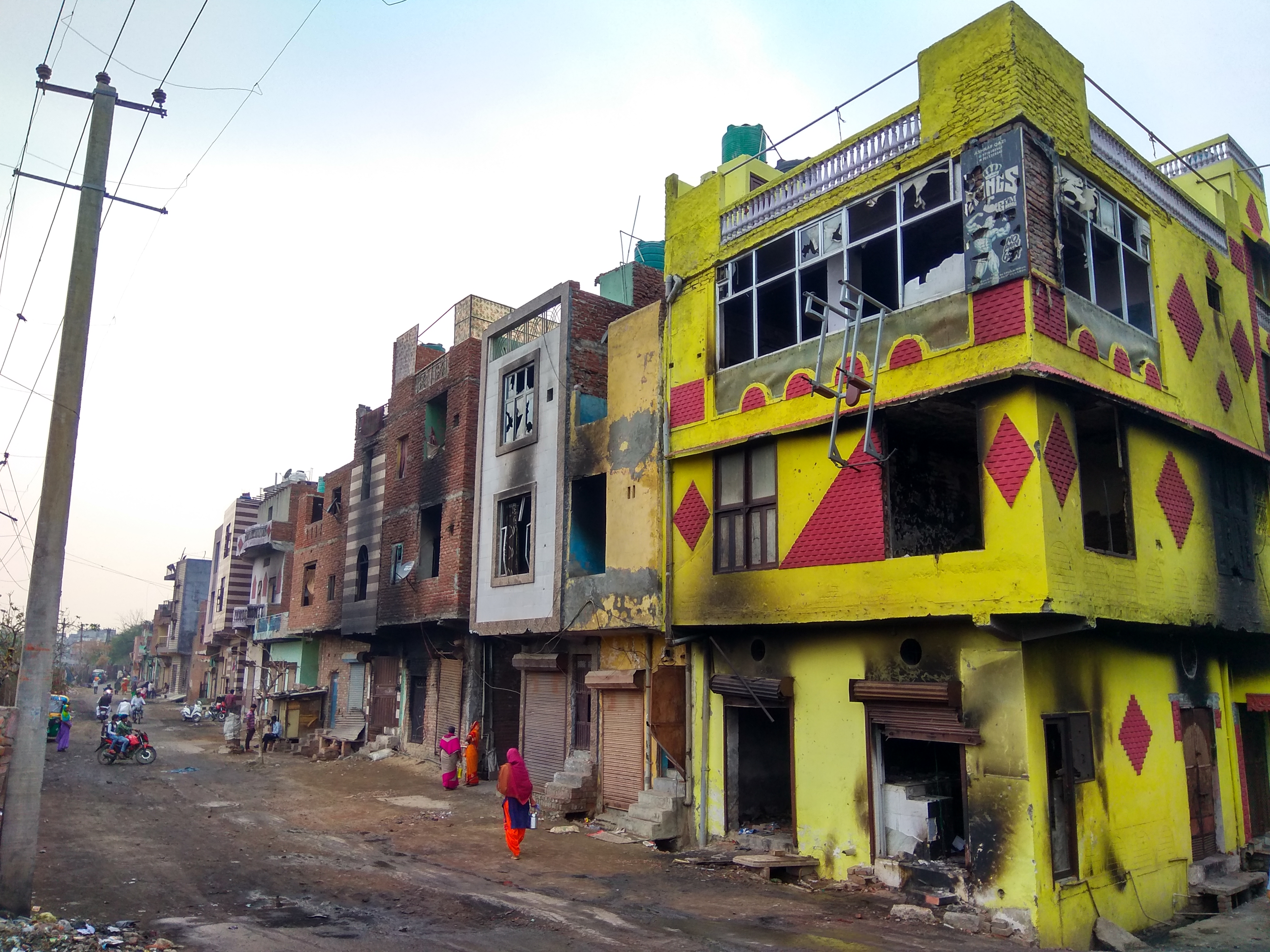
أحرقت منازل وشركات المسلمين خلال أعمال شغب دلهي 2020

الصراع بين الهندوس والمسلمين في شبه القارة الهندية له تاريخ معقد، ويمكن القول إنه بدأ بفتح الخلافة الأموية للسند في عام 711. اتسم اضطهاد الهندوس -أثناء التوسع الإسلامي في الهند خلال فترة العصور الوسطى- بتدمير المعابد، وغالبًا ما يتضح من المؤرخين من خلال التدمير المتكرر للمعبد الهندوسي في سومناث وممارسات المغول المعادية للهندوس. على الرغم من وجود حالات نزاع بين المجموعتين، إلا أن عددًا من الهندوس كانوا يعبدون ويواصلون عبادتهم في مقابر القديسين الصوفيين المسلمين.

### من عام 1947 حتى عام 1991
شهدت أعقاب تقسيم الهند في عام 1947 صراعًا طائفيًا واسع النطاق وإراقة دماء في جميع أنحاء البلاد. منذ ذلك الحين، شهدت الهند أعمال عنف واسعة النطاق اندلعت بسبب التوترات الكامنة بين قطاعات الجالية الهندوسية والإسلامية. ويشمل ذلك أعمال شغب بولاية كجرات عام 1969، وأعمال شغب بهواندي عام 1970، ومذبحة نيلي عام 1983، وعنف بهاغالبور عام 1989. تنبع هذه الصراعات جزئياً من أيديولوجية القومية الهندوسية والتطرف الإسلامي. منذ الاستقلال، حافظت الهند دائمًا على التزام دستوري بالعلمانية.

### منذ عام 1992
إن الشعور بالوئام الطائفي بين الهندوس والمسلمين في فترة ما بعد التقسيم تعرض لخطر كبير بسبب تجريف مسجد بابري في أيوديا. وقع الهدم في عام 1992 ونفذ من قبل حزب بهاراتيا جاناتا القومي الهندوسي ومنظمات مثل راشتريا سوايامسيفاك سانغ وغيرها. وأعقب ذلك الحلم بالعنف من قبل الأصوليين المسلمين والهندوس في جميع أنحاء البلاد، مما أدى إلى أعمال شغب بومباي وتفجيرات بومباي 1993.

### كشمير (التسعينيات)
أثناء اندلاع التشدد في التسعينيات في أعقاب الاضطهاد والتهديدات من قبل الإسلاميين المتشددين، أجبر الهنود الكشميريون الأصليون على النزوح من كشمير، وهي منطقة ذات غالبية مسلمة في شمال الهند. أصدرت المساجد تحذيرات تطلب منهم مغادرة كشمير والتحول إلى الإسلام أو القتل. غادر ما يقرب من 300000 - 350000 من الوادي خلال منتصف الثمانينيات والتسعينيات، يعيش الكثير منهم في ظروف مزرية في مخيمات اللاجئين في جامو.

### كجرات (2002)
وقعت واحدة من أكثر الأحداث عنفاً في الآونة الأخيرة خلال أعمال الشغب في كجرات في عام 2002، حيث تشير التقديرات إلى مقتل ألف شخص معظمهم من المسلمين. تزعم بعض المصادر أن هناك ما يقرب من 2000 حالة وفاة بين المسلمين. كانت هناك مزاعم حول تورط الدولة. كانت أعمال الشغب ردا على حرق قطار جودهرا حيث أُحرق 59 حاجًا من الهندوس العائدين من موقع مسجد بابري المتنازع عليه. ادعت شرطة كجرات أن الحادث كان عملاً مخططًا قام به مسلمون متطرفون في المنطقة ضد الحجاج الهندوس. أعلنت لجنة بانيرجي (Bannerjee) المعينة للتحقيق في هذه النتيجة أن الحريق كان حادثًا. في عام 2006 قررت المحكمة العليا أن دستور هذه اللجنة غير قانوني لأن تحقيقًا آخر برئاسة القاضي نانافاتي شاه كان لا يزال يحقق في الأمر.
في عام 2004، أُلغي العديد من الكتب المدرسية الهندية من قبل المجلس الوطني للبحوث والتدريب التربوي بعد أن تبين أنها محملة بالإجحاف المعادي للمسلمين.

### البنغال الغربية (2010)
في أعمال الشغب التي اندلعت في ديجانجا عام 2010، بدأت أعمال الشغب في 6 سبتمبر / أيلول 2010، عندما لجأ حشد إسلامي إلى الحرق العنيف والعنف في الأحياء الهندوسية في ديجانجا وكارتيكبور وبيلياغاتا الواقعة في منطقة مركز شرطة دانغا. بدأ العنف في وقت متأخر من المساء واستمر طوال الليل حتى صباح اليوم التالي. فشلت شرطة المقاطعة وقوة العمل السريع وقوة الشرطة الاحتياطية المركزية وقوة أمن الحدود في وقف عنف الغوغاء، ونُشر الجيش أخيرًا.

### آسام (2012)
توفي ما لا يقل عن 77 شخصًا وشرد 400000 شخص في عنف ولاية آسام عام 2012 بين السكان البودووين الأصليين والمسلمين من أصل شرق البنغال.